# Miami Vice (film)
A Miami Vice 2006-ban bemutatott akciófilm Michael Mann rendezésében, mely az 1980-as években, ugyancsak Mann közreműködésével készült azonos című televíziós sorozat filmadaptációja. Főszereplői Colin Farrell és Jamie Foxx. A film két rendőrről szól, akik az alvilágba beépülve próbálnak kézre keríteni egy drogbárót.

## Szereplők
| Szereplő                       | Színész             | Magyar hang      |
| ------------------------------ | ------------------- | ---------------- |
| James 'Sonny' Crockett nyomozó | Colin Farrell       | Czvetkó Sándor   |
| Ricardo Tubbs nyomozó          | Jamie Foxx          | Kálid Artúr      |
| Isabella                       | Li Gong             | Györgyi Anna     |
| Arcángel de Jesús Montoya      | Luis Tosar          | Trokán Péter     |
| Trudy Joplin nyomozó           | Naomie Harris       | Bognár Gyöngyvér |
| Fujima ügynök                  | Ciarán Hinds        | Rosta Sándor     |
| Larry Zito nyomozó             | Justin Theroux      | Kossuth Gábor    |
| José Yero                      | John Ortiz          | Bozsó Péter      |
| Gina Calabrese nyomozó         | Elizabeth Rodriguez | Peller Mariann   |

## Történet
James 'Sonny' Crockett és Ricardo Tubbs azt a feladatot kapják, hogy épüljenek be a helyi drogbandába, mint szállítók, és szerezzenek bizonyítékot a bandafőnök ellen. A helyzetet bonyolítja és még veszélyesebbé teszi, hogy Sonny beleszeret a drogkartell vezetőjének barátnőjébe.

## Nehézségek a forgatáson
A Karib-tenger környékén és Dél-Floridában forgatott filmnek hét napos csúszással kellett számolnia a Katrina, a Rita és a Wilma hurrikán miatt. A tolódás közrejátszott a költségvetés növekedésében, ami egyes bennfentesek szerint 150 millió dollár, míg a Universal Studios 135 millió dollárt tett közzé.
Nem egy stábtag kritizálta Michael Mann rendező forgatás alatti döntéseit, amik között szerepelt hirtelen forgatókönyvváltoztatás, nem biztonságos időjárási feltételek melletti forgatás és olyan helyszínek kiválasztása, amiktől „még a rendőrség is óvakodik, és bandatagokat alkalmaz rendfenntartókként”. Mindez valódi lövések eldörrenését eredményezte a forgatáson.
Jamie Foxx szintén kellemetlen munkatársnak bizonyult, többnyire egója miatt: nem volt hajlandó rendes járattal repülni, így a Universal kénytelen volt magángépet biztosítani számára. Foxx továbbá nem vett részt a hajós és repülős jelenetekben. Miután 2005. október 24-én a Dominikai Köztársaságban valódi lövések történtek a forgatáson, Foxx összecsomagolt és nem kívánt visszatérni; ennek következtében Mann kényszerűen átírta a film végét egy olyan befejezéssel, ami néhány stábtag szerint kevésbé drámai, mint az eredeti lett volna. Foxx, aki Oscar-díjat nyert, miután elvállalta a Miami Vice-ot, a hírek szerint partnere, Colin Farrell magasabb gázsija miatt is szót emelt, mivel úgy érezte, így nem tükröződik a díjjal szerzett új státusza. Megkapta az fizetésemelést, Farrell jussa pedig kissé fogyatkozott. Foxx mindezek mellett első helyet kívánt a film stáblistáján és plakátjain Oscar-díja után, ám végül Farrell kapta meg ezt a pozíciót.

## Fogadtatás
A Miami Vice kritikai fogadtatása, noha nem teljesen elutasítónak, de lehangolónak bizonyult, különösen Michael Mann előző munkáihoz viszonyítva. Egyes kritikusok szerint, míg a film gyönyörűen fényképezett és néha valóban izgalmas, mindez nem tudja feledtetni a történet kidolgozatlanságát és a karizmatikus karakterek hiányát, amik védjegyei voltak Mann korábbi filmjeinek. A rottentomatoes.com oldalán 48%-ot érdemelt ki a film, ám olyan jelentős lapok, mint a New York Times, a Rolling Stone, a Newsweek és az Entertainment Weekly, pozitív visszajelzéssel szolgáltak. Az IMDb eddigi tizenháromezer szavazója 6 csillagot adott a Universal filmjének, ami közel azonos a hasonló tematikájú Bad Boys II – Már megint a rosszfiúk eredményével. A negatív reakciók az eredeti sorozat jellegzetes humorának elhagyását emelik ki első helyen, még ha ennek megtartása nem is volt célja a készítőknek, ahogy azt Michael Mann többször is elmondta a bemutatót megelőzően. Több újságíró megjegyezte, hogy a film ugyanakkor kétséget kizáróan emlékezteti a közönséget a drogkereskedelem baljós természetére.

### Box Office
Nyitóhétvégéjén a Miami Vice 25,7 millió dollárral megszerezte a toplista első helyét az Egyesült Államokban, ami Michael Mann karrierjének legjobb indítása. Világviszonylatban 163 777 560 dollárt gyűjtött a film, a 135 milliós költségvetés mellett azonban ez az összeg nem kiemelkedő.

## Érdekességek
- Jamie Foxx volt az, aki elsőként állt elő a Miami Vice filmre vitelének ötletével Michael Mannek Muhammad Ali egy partiján. Foxx több, mint húsz percig ecsetelte, miért lenne jó megcsinálni a filmet. Ez vezetett ahhoz, hogy Michael Mann ismét elővette a sorozatot, aminek megalkotásában nagy szerepe volt.
- Akárcsak a szintén Jamie Foxx szereplésével készült Collateral – A halál záloga, a Miami Vice nagy része is Thompson Viper Filmstream kamerával lett felvéve, a továbbiak pedig Super 35mm-es filmmel.
- Ugyanúgy, mint a Collateral – A halál záloga esetében, itt sincs főcím. A cím a film végén jelenik meg.
- Az első teaser trailerben elhangzik a Linkin Park/Jay Z szám, a "Numb/Encore". Ez az előzetes a King Kong vetítései előtt volt látható.
- Több hónappal a bemutató előtt a hivatalos weboldalról letölthető volt az első teaser trailer High-Definition WMV-ként, s még most is elérhető.
- Miután a Miami Vice forgatása véget ért, Colin Farrell rehabilitációra járt kimerültsége és a receptre felírt gyógyszerétől való függősége miatt. A gyógyszeres kezelést azután rendelték el neki, hogy a Nagy Sándor, a hódító forgatása alatt hátsérülést szenvedett.
- Az Eurweb.com cikke szerint Tubbs öltözeteit a híres divattervező, Ozwald Boateng alkotta meg. Ő korábban már dolgozott együtt Jamie Foxxszal.
- Eredetileg RZA-t kérték fel a film score-jának megírására, de végül az Organized Noize készítette el.
- A napszemüvegek, amiket Colin Farrell és Jamie Foxx a film poszterén visel, a Samától van, a keretmodell pedig Slam. Csupán a lencsék magukban több mint 300 dollárt érnek kiskereskedelmi áron.
- A filmben szereplő megkülönböztetett repülő egy Adam A500-as.
- A filmben kiemelkedően szereplő reklámtermékek a Range Rovert, a BMW-t, az Apple-t és a Sonyt népszerűsítik.
- Lyndon LaRouche állítása szerint a 2008-as elnökválasztáson a szlogenje Ricardo Tubbs "Smooth. That's how we do it"-szövege lesz.
- Ana Cristina De Oliveira portugál színésznő a film elején egy bárpultost játszik. Sonnynak Ritaként mutatkozik be; ugyanazon a néven, ahogy a CSI: Miami helyszínelők Collision (4x17) című epizódjában hívták.

## Idézetek
A promóciós plakátokon (lent is látható):
- "No Law, No Rules, No Order" ("Nincs törvény, nincs szabály, nincs rend")

A trailerből:
- "When you live on both sides of the law
How far is too far
How close is too close"
("Mikor a törvény mindkét oldalán állsz
Milyen messze van a túl messze
Milyen közel van a túl közel")

## Filmzenealbum
1. Nonpoint – In the Air Tonight
2. Moby feat. Patti LaBelle – One of These Mornings
3. Mogwai – We're No Here
4. Nina Simone – Sinnerman (Felix da Housecat's Heavenly House remix)
5. Mogwai – Auto Rock
6. Arranca – Manzanita
7. India.Arie – Ready for Love
8. Goldfrapp – Strict Machine
9. Emilio Estefan – Pennies in My Pocket
10. King Britt – New World in My View
11. Blue Foundation – Sweep
12. Moby – Anthem
13. Freaky Chakra – Blacklight Fantasy
14. John Murphy – Mercado Nuevo
15. John Murphy – Who Are You
16. King Britt & Tim Motzer – Ramblas
17. Klaus Badelt & Mark Batson – A-500

A Stirct Machine filmzenealbum-verziója a dal eredeti változata, s a filmben nem hangzik el, ott ehelyett a We Are Glitter Goldfrapp-féle mix hallható.
Noha a filmzenealbumon nem szerepel, a filmben felcsendül két Audioslave-szám, a Wide Awake és a Shape of Things to Come. Szintén nem hallható a korongon a nyitójelenetben elhangzó Numb/Encore Jay Z és a Linkin Park előadásában.